# Ivan Stoyanov (cầu thủ bóng đá, sinh 1994)
Ivan Stoyanov (tiếng Bulgaria: Иван Стоянов; sinh 25 tháng 7 năm 1994) là một cầu thủ bóng đá Bulgaria thi đấu ở vị trí hậu vệ cho Septemvri Sofia.